# Sylvia Österberg
Pas d'image ? Cliquez ici
Sylvia Österberg, née le 3 juin 1934 et morte le 13 février 2012, est une pilote de rallye suédoise.

## Carrière
Sylvia Österberg a participé à des rallyes automobiles entre les années 1960 et 1975. Au cours de ces années, elle a remporté deux titres de championnat et de nombreux prix.
À l’origine de la carrière de Silvia Österberg, on trouve son mari Ingemar. C’est lui qui l’a inscrite à la Coupe des Dames des Rallyes de Suède en 1960.
Dans sa jeunesse Sylvia, avait conduit et un peu couru en Rallycross, une spécialité suédoise. Son mari Ingemar estima qu’il était temps d’affronter de vrais concurrents. 
À leur première course, Sylvia et Ingemar ont gagné la première place dans leur classe et pris la cinquième place scratch dans un rallye de débutants. 
Sylvia a ensuite gagné le Mälarrallyt dans la catégorie équipage féminin et il a remporté une deuxième place au Midnattssolsrallyt.
Peu de temps après ces succès, Gunnar Andersson a proposé à Sylvia Österberg de courir pour Volvo.

### Période Volvo
Elle fera partie de l'équipe menée par Gunnar Anderson composée de Tom Trana, Carl-Magnus Skogh, Bengt Söderström.
La première course sur une voiture d'usine a été le Jyväskyllärallyt (Rallye des 1000 Lacs) en 1962 en Finlande. Une semaine avant la course, Sylvia prend le train de Stockholm à Göteborg pour récupérer sa voiture. Pour « sentir » la voiture, elle décide de rentrer à Stockholm à son volant.
La course se déroula sans grande surprise. Lors d'une pause, Erik Carlsson la trouve un peu fatiguée mais il la réconforte. Elle termine à la deuxième place de la Coupe des Dames derrière Ewy Rosqvist sur Mercedes.

### Période Renault
En 1966, Renault Suède décide de préparer ses propres voitures. C'est l'époque des R8 Gordini. La Régie décide de s'associer les services de Berdnt Jansson, Harry Kallstrom et Sylvia Osterberg, en plus des pilotes officiels de l'usine.
Sylvia participe à de multiples épreuves dont la Coupe des Alpes, le tour de Corse, le Rallye du RAC, le Rallye Monte-Carlo, le Rallye de Suède, le Rallye des 1000 Lacs.

### Période Opel
En 1968, elle commence la période Opel au Östgötarallyt.
En 1970, en groupe 1 du Championnat de Suède, Sylvia Österberg / Ingemar Österberg obtiennent la 10e place sur Opel Kadett Rallye.
En 1972, au Rallye de Suède, Sylvia Österberg / Ingemar Österberg obtiennent la 21e place sur Opel Ascona.
En 1972, au Rally du RAC, Sylvia Österberg / Inga-Lill Edenring sur Opel Ascona (abandon)
En 1973, elle participe au Rallye Monte-Carlo sur Opel Ascona A (28e place, 10e de sa classe).

### Record de vitesse, record d'endurance

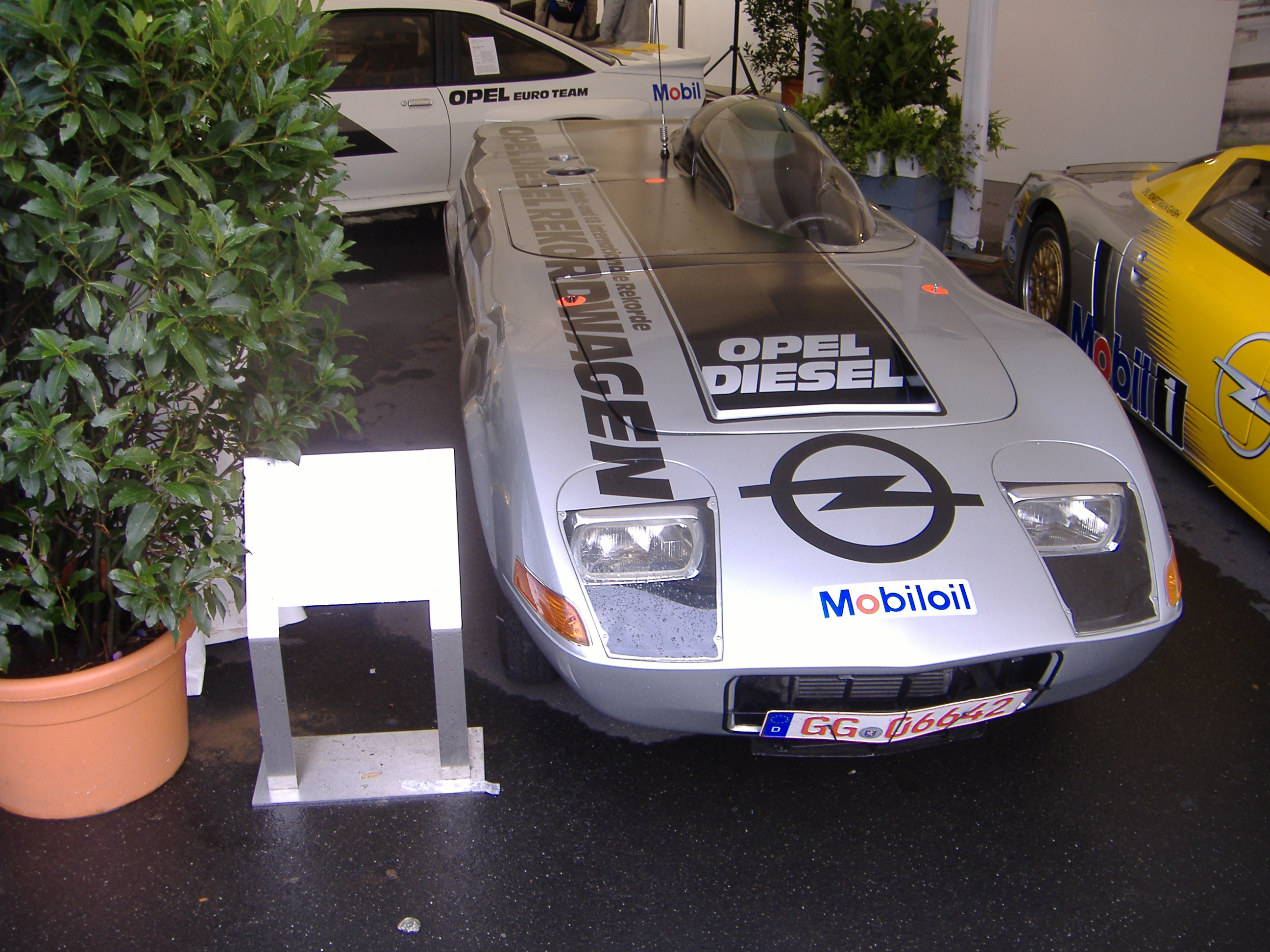
Opel GT Diesel

Opel décide d'organiser une campagne de conquête de records en janvier 1971, pour mettre en avant sa technologie Diesel. Un prototype utilisant le châssis de l'Opel GT est équipée d'un moteur Diesel. Cinq pilotes se relaieront pour atteindre les objectifs : Marie Claude Beaumont (France), Sylvia Österberg (Suède), Paul Frère (Belgique), Henri Greder (France), Joachim Springer (Allemagne) et Giorgio Pianta (Italie).
Records établis par l’Opel GT diesel (concrétisation le 1er juin 1972 à Dudenhofen, en Catégorie A3 Groupe 3 de 1  à   10 000 kilomètres):
- Records mondiaux
  - 10 km	Départ arrêté	177,419 km/h
  - 10 miles Départ arrêté	184,450 km/h

- Records internationaux
  - 1 km	Départ lancé	197,498 km/h
  - 1 mile Départ lancé	195,801 km/h
  - 1 km	Départ arrêté	113,518 km/h en 31,7135 secondes
  - 10 km	        Départ arrêté	177,419 km/h
  - 100 km	Départ arrêté	195,173 km/h
  - 500 km	Départ arrêté	195,950 km/h
  - 1 000 km	Départ arrêté	194,875 km/h
  - 5 000 km	Départ arrêté	192,590 km/h
  - 10 000 km	Départ arrêté	190,880 km/h consommation 13l/100 km
  - 10	miles	Départ arrêté	184,450 km/h

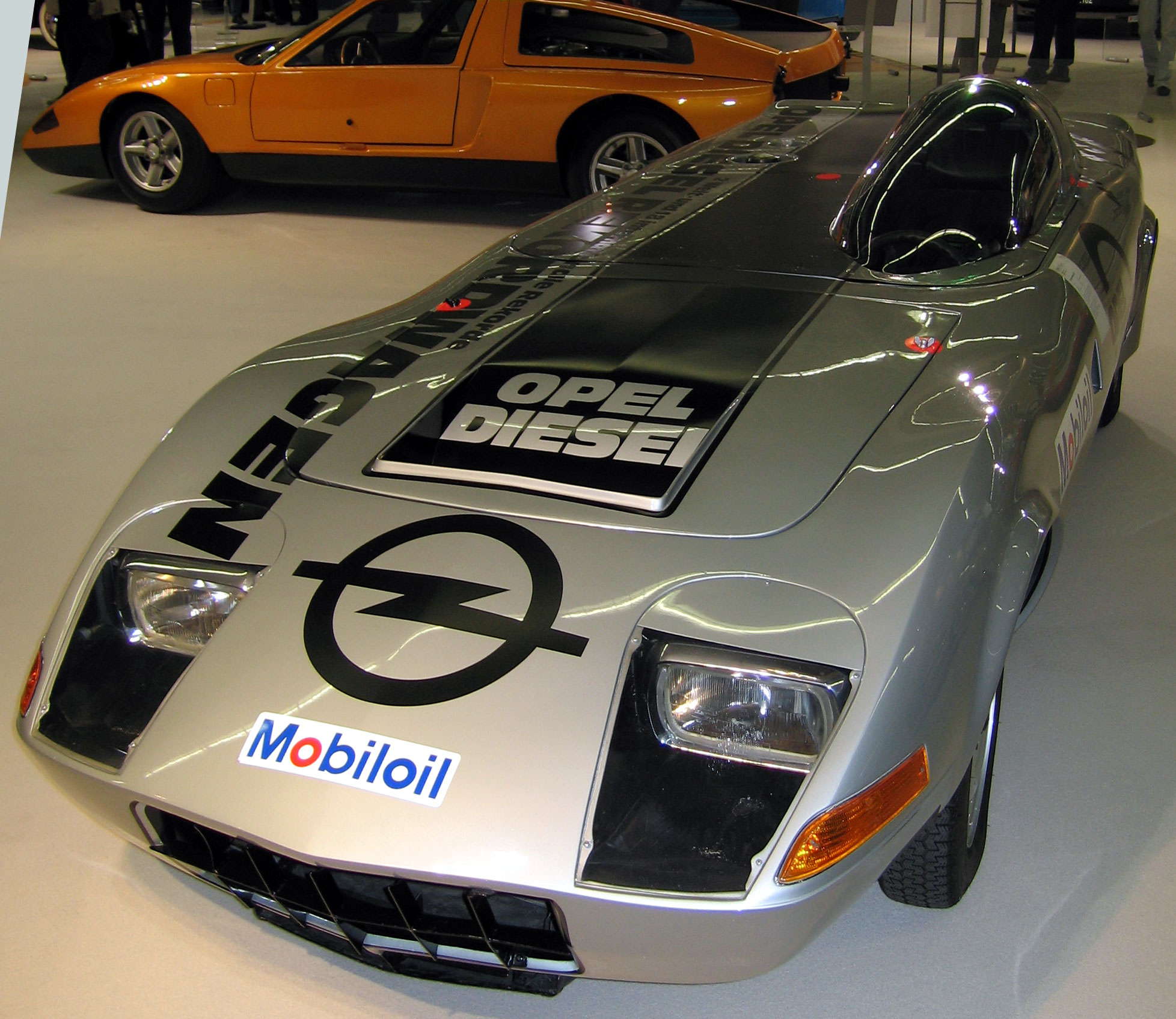
Opel GT des records

  - 100	miles	Départ arrêté	195,241 km/h

### Palmarès
1963 - première place au Championnat d'Europe des Rallyes, équipage féminin Sylvia Österberg / Inga-Lill Endering, sur Volvo PV 544

### Rallyes historiques
À la création de la Classic Rally Cup, notre catégorie VHC en France, Sylvia a repris du service, non pas comme pilote mais comme navigatrice. En 1987 et 1988, elle a navigué pour Tom Trana, sur une Volvo PV 544 blanche, ils ont été ainsi jusqu'à la victoire. 
En 1992, elle récidive avec Jerry Larsson (Porsche 911). Ils remportèrent la coupe cette année-là aussi. 
Depuis, elle a navigué  pour Bengt Winqvist (Volvo 122S), Jårs Damberg (Ford Anglia) et Tommy Kanrell (Ford Cortina).
- Midnattssolsrallyt 2006, Sylvia Österberg navigatrice de Bengt Windqvist[5]
- Midnattssolsrallyt 2007, Sylvia Österberg navigatrice de Bengt Windqvist